# Klášter dominikánů (Nymburk)
Dominikánský klášter existoval v Nymburce v letech 1275-1421 a 1663-1789.

## Historie

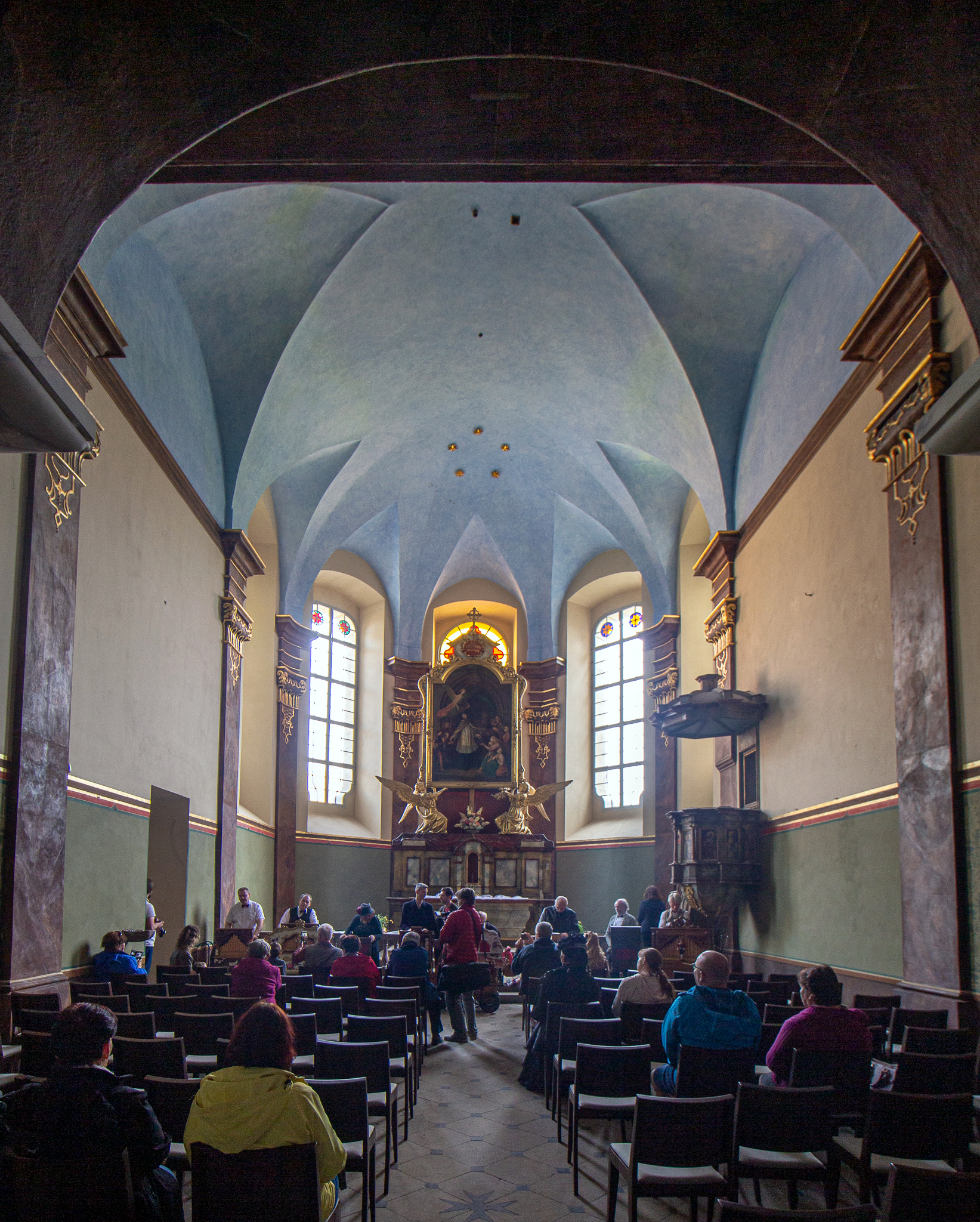
Interiér kaple sv. Jana

Kaple jako součást areálu dnešní základní školy
Počátky kláštera dominikánů v Nymburce sahají pravděpodobně do roku 1275, kdy král Přemysl Otakar II. daroval řádu ve městě místo ke stavbě chrámu a kláštera a věnoval mu i ostrov na Labi. Jako ochránci nového konventu jsou současně uvedeni Smil z Lichtenburka, Mutina a jeho bratr Budík z Poděbrad spolu s městským fojtem. Nový klášter se těšil značné podpoře a rychle vzkvétal. Ke konci 14. století bylo v klášteře čtyřicet mnichů. Ještě na počátku 15. století byl několikrát štědře obdarován, například roku 1401, 1405 a 1408.
Klášter byl však silně ohrožen již na počátku husitské revoluce a podle nepotvrzených zpráv byl již v dubnu 1421 zničen husity, kteří krátce předtím zničili dominikánský klášter v nedalekém Kolíně (22. dubna 1421) a tamní mnichy upálili. Zdá se však, že i po roce 1421 se přece jen klášterní budovy v Nymburku zachovaly a teprve ke konci roku 1424 nastala jeho definitivní zkáza. Tehdy byl přítomnými tábority v čele s Janem Hvězdou z Vícemilic upálen městský děkan Jiří Rohovlád a kněz Klement. Současně byl vydrancován i dominikánský klášter tak, že zůstal na dlouhou dobu v troskách. Podle některých zpráv se na zničení kláštera a kostela podíleli přímo i nymburští měšťané. Z původního kostela Panny Marie se zachoval jen gotický cihlový presbytář a obvodové zdivo lodi.
Na troskách tohoto kláštera byl po roce 1663 opět vybudován nový dominikánský klášter a zasvěcen Panně Marii Růžencové. Od roku 1694 byl v nymburském konventu opět priorát. V této době vznikl prudký a dlouhotrvající spor mezi dominikány a městem o podací právo nad děkanstvím. Z toho pak řád vyvozoval právo na obsazení nymburského děkanství. Spor byl vyřešen roku 1667 smírem a patronátní právo nad děkanstvím a školou zůstalo městu. Roku 1674 byl poslední dominikán městským děkanem a od té doby byli dominikáni již jen ve svém klášteře.
Dominikánský klášter po svém dostavění roku 1674 opět prožíval dobu rozkvětu a řada měšťanských synů vstupovala do místního kláštera. Zdejší dominikán Player vydal ve své době úspěšný spis „De Homine Angelico“. V roce 1773 bylo v klášteře deset kněží a jeden bratr.
Za dvanáct let byl však roku 1785 klášter Josefem II. zrušen. Posledním převorem byl Dominik Kaudeř.
Z budovy kláštera se z jedné části stala později škola, druhou užívali právováreční měšťané, byla zde dočasně i radnice a kostel užíván z části jako školní kaple.